# تکرار زندگی (فیلم)
تکرار زندگی (به هندی: Action Replayy)یا شروع دوباره فیلمی محصول سال ۲۰۱۰ و به کارگردانی ویپول آمروتلال شاه است. در این فیلم بازیگرانی همچون آکشی کومار، آیشواریا رای، نیها دوپیا، آدیتیا روی کاپور، اوم پوری، کیرون کهیر، راجپال یاداو، راندهیر کاپور ایفای نقش کرده‌اند.